# Marcelo Bórmida
Marcelo Bórmida (Roma, 1925- Buenos Aires, 20 de septiembre de 1978), también conocido como el Tano, fue un arqueólogo, antropólogo físico y etnólogo ítalo-argentino, que se constituyó en uno de los representantes más destacados de la escuela histórico-cultural derivada del difusionismo alemán-austríaco. Debido a sus posturas académicas, que limitaban el desarrollo de otras corrientes teóricas, y sus posturas políticas afines al fascismo y gobiernos militares en Argentina, es considerada como una de las personalidades más polémicas de la antropología argentina.

## Biografía
Marcelo Bórmida estudió en Italia ciencias biológicas y trabajó con el raciólogo Sergio Sergi (hijo y sucesor del fundador de la antropología física italiana, Giuseppe Sèrgi) hasta 1946, cuando se instaló en Argentina y continuó sus estudios en la Universidad de Buenos Aires. Allí se formó  bajo la tutela del José Imbelloni y Oswald Menghin, ambos representantes de las corrientes teóricas difusionistas, a la cual adheriría fuertemente Bórmida en su etapa como arqueólogo. En un primer momento se integró, junto con Imbelloni en el Museo Etnográfico, permaneciendo en dicha institución luego de que éste se apartara de la dirección.
En el año 1953 obtuvo la licenciatura en Historia con especialidad en Antropología y Etnografía con la tesis El complejo ergológico y mítico del churinga en Australia; y a fines del mismo año obtuvo su título de Doctor, con la tesis  Los antiguos patagones; ambos en la Universidad de Buenos Aires. En esta universidad desarrollaría una importante actividad y ocuparía durante décadas un lugar central dentro de la Antropología hasta su fallecimiento en 1978. Durante este extenso periodo, logró continuar con sus investigaciones a pesar de los cambios políticos sufridos por el país que afectaron a la ciencia argentina (por ejemplo, noche de los bastones largos, golpes de estado, auges del peronismo y del antiperonismo, entre otros).
Desde el año 1957 sería titular de la cátedra de Antropología, así como director del Instituto de Antropología del Departamento de Ciencias Antropológicas, junto con Ciro René Lafón, y director del Museo Etnográfico Juan B. Ambrosetti. También tendría un rol importante en la creación de la Licenciatura en Ciencias Antropológicas en esta universidad en 1958, el mismo en que se crearía la carrera en la Universidad de La Plata. También fue en varias oportunidades director de la revista Runa.
En 1958 se casó con la arqueóloga Amalia Sanguinetti.
Comenzó su trabajo de campo en la Isla de Pascua (Chile), luego continuó en la Pampa y la Patagonia argentina antes de centrar su investigación en las poblaciones indígenas del Gran Chaco y las tierras bajas de América del Sur. A lo largo de su carrera académica atravesó por tres etapas: una primera caracterizada por su adhesión al difusionismo, en la que desarrolló principalmente trabajos de antropología física (raciología) y arqueológicos; una segunda que denominará Etnología a partir de 1956, aunque continuó con trabajos de arqueología, ahora en la costa del golfo San Matías en la provincia de Río Negro; y la tercera, hacia fines de la década de 1960, en la que experimentará en el área de la fenomenología y fundará lo que nominó como etnología tautegórica.
Dirigió o formó a gran cantidad de recursos humanos, ayudado por su personalidad carismática. Entre estos se encuentra su esposa Amalia Sanguinetti, Hugo Ratier, Leopoldo Bartolomé, Eduardo Menéndez, Norberto Pelissero, Celia Mashnshnek, entre otros. Sin embargo, con el tiempo muchos de ellos, como los tres primeros mencionados, se apartarían de Bórmida y tendrían posturas muy críticas con sus posturas políticas y académicas.
En el año 1973 fue expulsado de la Universidad de Buenos Aires durante el gobierno de Héctor J. Cámpora, por lo que fundó el Centro Argentino de Etnología Americana (CAEA), donde se recluyó hasta que él y su grupo de discípulos volvieron a tomar poder académico con el golpe de Estado de 1976. Él y su grupo fueron acusados posteriormente de haber sido cómplices de la última dictadura militar; así como de sostener ideas académicas desfasadas y atrasadas.
Falleció debido a una afección cardiovascular el 20 de septiembre de 1978, a la edad de 58 años.